# 宁光堃
宁光堃（1918年11月—2013年2月13日），安徽阜阳人，中华人民共和国政治人物，中国国民党革命委员会中央委员会原常务委员，第六、七届全国政协委员，第八届全国政协常务委员。